# Dents du Midi
Dents du Midi  - são um grupo de picos com três quilómetros de comprimento na cordilheira dos Alpes Ocidentais, no Chablais Valaisano no cantão do Valais da Suíça.

## Características
Sendo uma parte constituinte dos Pré-Alpes da Saboia, pertence ao Maciço do Giffre, de onde domina o Vale de Illiez e o Vale do Ródano a Sul.
Segundo os hábitos geográficos os Dents du Midi são o limite a Leste do Chablais Valaisano, mas de um ponto de vista geológico o chablais é um conjunto rochoso Pré-Alpino, enquanto que o Haute Giffre é sub-alpino.
Os Dents du Midi têm como ponto culminante o Haute Cime, o cume mais elevado desta cordilheira, a 3257 m. Os outros diferentes dentes que o constituem chamam-se: La Cime de l'Est com 3178 m, La Forteresse com 3164 m, La Cathédrale com 3160 m, L'Éperon com 3114 m, Dent Jaune com 3186 m, Les Doigts com 3205 m, além do Haute Cime com 3257 m.

## Etimologia
Tanto os dentes como do maciço tem tido diferentes nomes e até ao fim do século XIX o maciço era conhecido por Dents de Tsallen.
Em relação aos dentes Les Doigts chamava-se em 1882  Le doigt de Champéry; o Haute Cime chamou-se Dent de l’Ouest (1784), Dent de Tsallen, Dent de Challent, e
Dent du Midi por ser o mais a sul, mas tomou o nome atual para se definir a cordilheira.

## Queda de rochas
Na manhã de 30 de outubro de 2006, uma massa de 1 000 000 m³ de rochas soltou-se da vertente da Haute Cime e tombou até aos 3000 m de altitude. O evento não causou nenhum perigo à localidade próxima de Val-d'Illiez mas as estradas e trilhos pedestres foram encerrados como medida de precaução. De acordo com os geólogos do cantão, o deslizamento de terras foi causado pelo degelo e consequência dos verões quentes dos anos anteriores.

Ao início da tarde de 17 de agosto de 2012, outra queda de rochas significativa teve origem no cume Cathédrale, movimentando cerca de 100 000 m³ de rochas. Doze montanhistas foram resgatados por helicóptero, sem ferimentos, tal como um rebanho de ovelhas que pastava nas proximidades.